# Maurisu Utara
Maurisu Utara is een bestuurslaag in het regentschap Timor Tengah Utara van de provincie Oost-Nusa Tenggara, Indonesië. Maurisu Utara telt 540 inwoners (volkstelling 2010).